# Erwin Hellner
Erwin E. Hellner (* 9. Mai 1920 in Schneidemühl; † 12. September 2010) war ein deutscher Chemiker, Mineraloge und Kristallograph.

## Leben und Wirken
Nach einer 1939 erlittenen Kriegsverwundung studierte er von 1940 bis 1943 Chemie in Göttingen, wo er 1945 bei Fritz Laves über ein kristallchemisches Thema auch promovierte. Nach erneutem Wehrdienst und amerikanischer Gefangenschaft führte er 1946–1958 wissenschaftliche Arbeiten an der Philipps-Universität Marburg über intermetallische Phasen durch. 1954 wurde er für das Fach Mineralogie habilitiert. 1958/1959 hielt er sich an der Universität von Chicago auf.
1959 wurde er an die Christian-Albrechts-Universität zu Kiel berufen und übernahm dort die Leitung des Mineralogischen Instituts. 1964 wechselte er auf den Lehrstuhl für Mineralogie an der Philipps-Universität Marburg. Hellner war Initiator des Sonderforschungsbereichs 127 der Deutschen Forschungsgemeinschaft "Kristallstruktur und chemische Bindung", der an der Universität Marburg von 1974 bis 1986 eingerichtet war. Am 30. September 1988 wurde er in Marburg emeritiert, setzte jedoch seine Forschungsarbeiten auf dem Gebiet der Kristallstruktursystematik weiter fort.
Hellner beschäftigte sich mit Struktursystematik und Strukturbeschreibung von Kristallen, mathematischer Kristallographie, Methoden der Kristallstrukturanalyse und der Untersuchung von Kristallen, Kristallzüchtung, Ermittlung physikalischer Eigenschaften von Kristallen, geologischer Thermometrie und Hochdruckkristallographie.

## Auszeichnungen
- 1958 Viktor-Moritz-Goldschmidt-Preis der Deutschen Mineralogischen Gesellschaft[1][2]
- 1991 Ehrendoktorwürde der University of Waterloo (Ontario, Kanada)[1]

## Sonstiges
Erwin Hellner und seine Mitarbeiter (u. a. Rudolf Allmann, Hans Burzlaff, Werner Fischer und Elke Koch) nutzten für ihre Kristallstrukturuntersuchungen zunächst alle ihnen zur Verfügung stehenden Großrechner in Deutschland und darüber hinaus. Später beschafften sie selbst mehrere große Rechenanlagen und holten für diese Beschaffungen Informationen verschiedener Hersteller ein. Auf diese Weise entstand eine außergewöhnlich breite Sammlung von schriftlichen Unterlagen über historische Rechenanlagen (Control Data Corporation: 1604, 3400, 3600, Honeywell: H316, DDP-516, IBM: 650, 704, 7040, 7044, 7070, 709, 7090, 7094, 1301 (Plattenlaufwerk), 1410, System/360, Telefunken: TR 4, Zuse: Z22, Z25). Diese Sammlung befindet sich heute im Historischen Archiv der Stiftung Deutsches Technikmuseum Berlin.

## Belege
1. 1 2 3  Erwin E. Hellner zum 90. Geburtstag. Universität Marburg, archiviert vom Original (nicht mehr online verfügbar) am 1. Februar 2014; abgerufen am 25. Januar 2014.
2. 1 2  Kay Schürmann (Hrsg.): 200 Jahre Hessisches Mineralien-Kabinett 1790–1990, Festschrift. S. 42–45, Philipps-Universität Marburg, Marburg 1990.
3. ↑  Übergabevereinbarung an die Stiftung Deutsches Technikmuseum Berlin vom 23. Juli 2015

| Personendaten    | Personendaten                                     |
| ---------------- | ------------------------------------------------- |
| NAME             | Hellner, Erwin                                    |
| ALTERNATIVNAMEN  | Hellner, Erwin E.                                 |
| KURZBESCHREIBUNG | deutscher Chemiker, Mineraloge und Kristallograph |
| GEBURTSDATUM     | 9. Mai 1920                                       |
| GEBURTSORT       | Schneidemühl                                      |
| STERBEDATUM      | 12. September 2010                                |